# Isabel Vega
Isabel de Vega (fl 1558-1568) fue una escritora castellana del siglo XVI.

## Biografía
Isabel de Vega nació hacia 1558 y se desconoce su fecha de muerte. Hacia mediados del siglo XVI vivió en Alcalá de Henares. Se desconoce su entorno social, aunque mantuvo contactos con otros escritores, Los datos son escasos, pero podemos afirmar con seguridad, gracias a la obra de Juan Pérez de Moya que la poeta vivió en Alcalá de Henares.
Alcalá de Henares era un punto clave, ciudad universitaria y de gran refinamiento, donde encontramos importantes referencias literarias y culturales como la corte real de Isabel de Valois o la familia de Mendoza.  Sabemos de una posible relación de Isabel de Vega con esta familia por un soneto de la poeta dedicado a un "gran Hurtado". 
En el intento de reconstruir los lazos familiares de esta mujer, se ha barajado la posibilidad de parentesco con el importante médico del momento Cristóbal de Vega, que era catedrático en la universidad de Alcalá y fue nombrado en 1557 médico de la casa de Felipe II. Las actas de nacimiento no muestran ninguna hija de este médico que se llame Isabel, pero sí que aparece nombrada una tal Isabel, familia de Cristóbal de Vega en una carta de Alvar Gómez De Castro, que también fue catedrático de la universidad de Alcalá. Por último, podemos mencionar una carta de Ignacio de Loyola que tiene como destinataria a una Isabel de Vega, condesa de Luna. Por la cronología podría hacer referencia a nuestra poeta, pero sin más datos, tampoco podemos afirmar nada con seguridad.
Puesto que trazar los vínculos familiares de esta poeta resulta muy complicado, solo podemos afirmar que tuvo que desenvolverse en un entorno cultural que le permitiese el acceso a la educación, ya que es evidente que para poder escribir de tal manera esta autora debió de haber recibido una formación. La vida de Isabel de Vega pudo trascurrir en la corte o, al menos, vivió en ella durante varios años. Tuvo relación con los intelectuales de la Universidad de Alcalá, como algunas mujeres humanistas cronológicamente anteriores que en su mayoría eran familiares de intelectuales. Su educación y sobre todo su dedicación a la poesía procedería de un ambiente similar al que vio florecer a Francisca Nebrija, Luisa Sigea o Luisa de Medrano. Tanto sus relaciones con la corte como con la gran familia de los Mendoza las vemos reflejadas en dos de sus sonetos. Además Pérez de Moya hace referencia a esta autora en su obra, lo que eleva en gran medida su categoría.  

## Obra
Se conservan catorce poemas transmitidos en varias compilaciones: Cancionero  de  poesías  varias, Recueil  de  poésies  castillanes  du  XVIe  et  du  XVIIe  siècle;  Cancionero    de  la  Biblioteca  Riccardiana  de  Florencia, donde son anónimos, y Floresta  de  varia  poesía de Diego Ramírez Pagán. Sus influencias son tanto de la poesía castellana como de la italiana. Dentro de estas catorce composiciones, son de influencia castellana las dos glosas, las dos coplas y las dos esparsas, mientras que los ocho sonetos son de influencia italiana. Puede parecer un corpus escaso, pero en comparación con otras autoras de esta época es un repertorio bastante extenso. Además, podemos deducir que su producción fue más extensa, pero se ha perdido. 
Su soneto más famoso es su soneto a la muerte del emperador Carlos V, que le permitió establecer una especie de diálogo poético con el príncipe Don Carlos. De este soneto se pueden extraer consideraciones relevantes. En él observamos las nuevas formas que había llegado de Italia, como el verso endecasílabo. Este primer soneto tuvo una gran fama, ya que llegó a las manos del príncipe Don Carlos. Isabel publica el primer soneto, a lo que el príncipe contestó que tal poema no podía haber sido escrito por una mujer, de manera que la autora respondió con otra composición. Por otro lado, en el soneto que dedica a Hurtado de Mendoza existe una clara conciencia autorial y una referencia al mundo clásico, ya que se relaciona con Orfeo de manera implícita. Vemos de esta manera, que Isabel de Vega era una escritora con plena conciencia de serlo.
  

Las coplas con glosas son propiamente castellanas, una de ocho versos y otra de diez versos. En ellas, vemos elementos típicos de la lírica castellana de cancionero, como el verso octosilábico y temas típicos de esta tradición. El tema predominante es el tema amoroso, en concreto el amor que equivale a sufrimiento. Las esparsas es el género más arcaizarme empleado por esta autora.

Después que amor me hizo guerra
hasta hazerme su captivo 
ni soy muerto ni soy vivo 
ni soy aire ni soy tierra. 
Soy un fuego de Vulcano 
que con agua más se aviva 
si la cruda mi enemiga

no le apaga con su mano.
Cabe destacar la ausencia de una voz poética femenina en la obra de esta autora. En muchas ocasiones, la autora se identifica con un sujeto hablante masculino que se dirige a un tú femenino. Esto es fruto del decoro, que impedía que las mujeres expresasen su deseo en los poemas.

## Estilo
La poesía de Isabel de Vega sigue la línea de la poesía del siglo XVI y, en concreto, la de medio siglo. Toma tanto la poesía tradicional castellana medieval, como las nuevas innovaciones que habían llegado desde Italia a principios de siglo. Para ello, bebe de fuentes como el Cancionero general y la obra de Garcilaso y Juan Boscán, que había sido publicada en 1543. El corpus de Vega presenta una gran variedad que recoge ambas influencias. Utiliza tanto el verso endecasílabo traído de Italia en sus sonetos, como las formas típicas de la poesía castellana tradicional en las glosas, las coplas y las esparsas, en las que suele utilizar el verso octosilábico.